# Anikken Gjerde Alnæs
Anikken Gjerde Alnæs, född 11 april 1994, är en norsk längdskidåkare som representerar klubben Rustad Idrettslag och Team Engcon.

## Karriär
Anikken Gjerde Alnæs debuterade i världscupen i längdskidåkning år 2020. Samma år började hon tävla i Ski Classics långloppscup. I juni 2024 råkade hon ut för en allvarlig olycka när hon tränade på rullskidor och blev påkörd av en bil. I olyckan krossade hon knäskålen och skadade lårbenet. Den 14 december 2024 tog hon sin första seger i Ski Classics. Totalt har hon sju pallplatser varav två segrar.